# Sac de Rome (410)
Pour les articles homonymes, voir Sac de Rome.
Déclin de l'Empire romain d'Occident
Batailles
- Pollentia (402)
- Vérone (403)
- Fiesole (405/406)
- Passage du Rhin (406)
- Mayence (406)
- Rome (410)
- Carthage (439)
- Champs Catalauniques (451)
- Rome (455)
- Sinuessa (458)
- Carthagène (460)
- Orléans (463)
- Cap Bon (468)

Le sac de Rome a lieu du 24 au 27 août 410. Les Wisigoths conduits par Alaric Ier prennent et pillent Rome, qui n’avait pas été prise depuis 390 av. J.-C. Cet événement marquant est, selon certaines acceptions, la fin de l’Antiquité et le passage au Haut Moyen Âge.

## Contexte
Les tribus barbares deviennent plus fortes et unies face à la puissance romaine. À la fin du IVe siècle cependant, les Huns envahissent les territoires barbares, forçant les Wisigoths menés par Fritigern à chercher exil dans l’Empire romain en 376. Les taxes, la corruption et les vexations du pouvoir romain finissent par les retourner contre Rome, et les Wisigoths commencent à piller les Balkans. À la bataille d’Andrinople en 378, Fritigern bat l’empereur Valens qui est tué. Son successeur, l'empereur Théodose, change alors de stratégie. Il signe avec les Wisigoths un traité de paix en 382. Contre la fourniture d'un contingent de soldats à l'armée impériale, les Wisigoths deviennent des sujets autonomes de l’empire. Ils obtiennent le nord des diocèses de Dacie et de Thrace.
Le successeur de Fritigern, Alaric, participe à l'invasion de l’ouest par les armées d’Orient de l’empereur Théodose. À la bataille de Frigidus, près de la moitié des Wisigoths meurent face à l’armée d’Eugène et son général Arbogast,. Théodose est vainqueur, mais Alaric est convaincu que le Romain l’a mis en première ligne pour l’affaiblir.
Après la mort de Théodose, Alaric reprend les hostilités contre l’empire d’Orient mais Stilicon, le général de l’armée d’Occident, le repousse vers l’Italie.
En 402, devant la menace wisigothe, la capitale de l’empire d’Occident est transférée de Mediolanum à Ravenne, plus facile à défendre. Alaric tente alors à plusieurs reprises d’envahir l’Italie mais est arrêté par Stilicon et défait lors des batailles de Pollentia et de Vérone. Alaric accepte alors d’aider Stilicon à reprendre la préfecture d’Illyricum pour l’empire d’Occident. Cependant, l’invasion des Suèves et des Vandales met fin au projet. Alaric ayant engagé les dépenses pour la campagne envisagée, Stilicon tente d’en obtenir le remboursement auprès du sénat, en vain, ce qui alimente le ressentiment des Wisigoths contre les Romains.
En 408, Arcadius meurt et Honorius veut partir pour l’Orient afin de réclamer le trône. Stilicon l’en dissuade, lui proposant d’y aller à sa place. Des rumeurs prétendent que Stilicon veut placer son fils à la tête de l’empire d’Orient. Une mutinerie éclate alors, menée par Olympius, où une grande partie des alliés de Stilicon meurent. Olympius persuade Honorius de déclarer Stilicon ennemi du peuple et est nommé magister officium. Stilicon, qui a trouvé refuge dans une église, est arrêté et tué. Ces événements sont suivis d’une vague de violence au cours de laquelle un grand nombre d’esclaves et de guerriers barbares, capturés par Stilicon, s’échappent et viennent trouver refuge chez Alaric. Celui-ci se retrouve alors avec une forte armée pour négocier avec les Romains.
L'historien André Piganiol parle de trahison et accuse les fanatiques chrétiens Serena et Olympius d'être directement responsables de la chute de Rome. En effet, le motif invoqué par Olympius devant l'empereur Honorius pour tuer Stilicon est la conversion de son fils  Eucher au paganisme. La mort de Stilicon désorganise ensuite complètement l'armée romaine avec l'exclusion des païens et des défections pour motif religieux, comme celle du général Généride. Enfin, après qu'Alaric ait formé le siège de Rome, le sénat soupçonne Séréna, la nièce de l'empereur romain d'Orient Théodose Ier, d’avoir fait venir les barbares, et fut d’avis, avec Placidie, sœur utérine de l’empereur, de la faire mettre à mort, dans la croyance qu’Alaric lèverait le siège lorsqu’il ne pourrait plus espérer de prendre la ville par sa complicité. L'historien Procope de Césarée rapporte également des accusations similaires portées contre la chrétienne Anicia Faltonia Proba et contre l'empereur Honorius lui-même.
Face à l'intransigeance de l'empereur Honorius qui refuse de lui accorder des terres, Alaric menace de prendre Rome en 408 puis une deuxième fois en 410. Afin d'obtenir gain de cause, il décide alors de mettre ses menaces à exécution par une démonstration de force en prenant la ville.

## Siège et sac de la ville

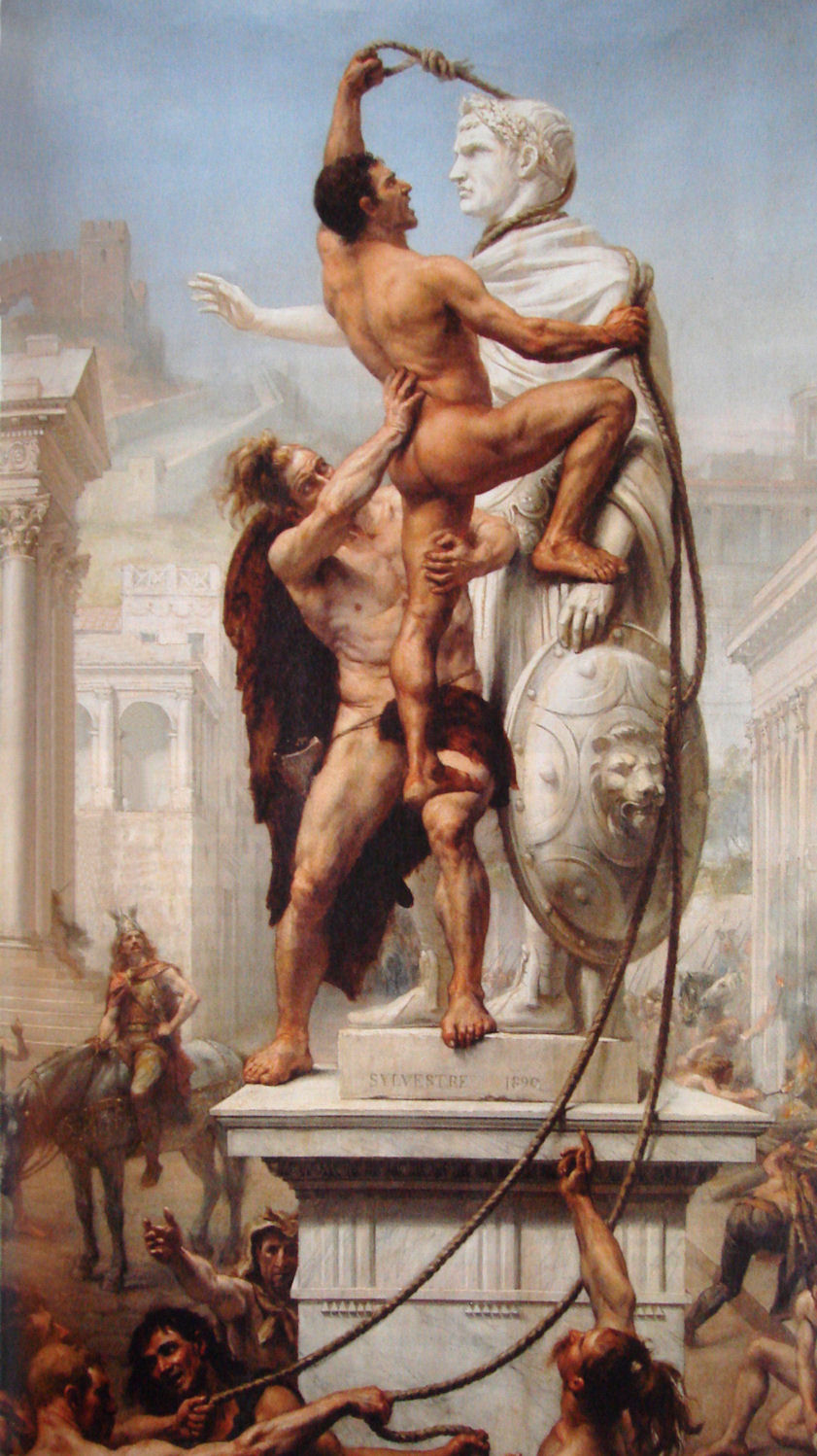
Le sac de Rome par les barbares en 410, Joseph-Noël Sylvestre, 1890.

Malgré la puissante muraille construite par l'empereur Aurélien, la ville de Rome est alors vulnérable. Les troupes romaines chargées de protéger l'Italie ont été dispersées dans d'autres villes, si bien qu'il n'y a aucune garnison permanente pour la défendre. Quant à la garde prétorienne, elle n'existe plus depuis sa dissolution par Constantin en 312. De Ravenne, Honorius ne tente rien pour la secourir.
C'est donc une ville laissée à l'abandon que les Wisigoths d’Alaric Ier, maîtres de la côte, réduisent à la famine à l'été 410. Le 24 août, peut-être grâce à une trahison, ils entrent dans la ville par la porte Salaria. Rome est pillée pendant trois jours, à commencer par les demeures sénatoriales de l'Aventin et du Cælius et les édifices publics des forums. Alaric ordonne néanmoins d’épargner la vie des hommes et l’honneur des femmes. Défense est faite de brûler les édifices religieux, les basiliques de Saint-Paul et de Saint-Pierre étant érigées en asile inviolable. Les guerriers épargnent tous ceux qui trouvent refuge dans les églises et rendent ensuite aux basiliques tout ce qui leur a été pris.
Cependant, une partie de la ville est brûlée. Les archives impériales, qui couvraient quatre siècles, d’Auguste jusqu’à Théodose Ier, sont détruites en plusieurs lieux de la ville. Cette destruction constitue une perte inestimable pour l’histoire, surtout en ce qui concerne les documents qui traitaient de la vie sociale et de la vie de tous les jours sous l’Empire romain. Les rares documents sauvés, parchemins ou papyrus, rejoignent les archives vaticanes ou celles de l’Empire byzantin à Constantinople. De nombreuses œuvres d’art (des statues, par exemple) sont détruites, car considérés de peu d’importance ou sans valeur. Ce qui restait de la vie universitaire est détruit, des bibliothèques sont incendiées et des enseignants sont assassinés. Malgré les demandes et promesses d’Alaric, de nombreux meurtres sont commis. Beaucoup de Romains s’enfuient en Afrique romaine, en Égypte et jusqu’en Palestine.
Alaric quitte la ville en emmenant avec lui Galla Placidia, sœur de l’empereur. Il avance vers le sud de l’Italie, qui reste à piller, comptant passer dans la province d’Afrique. Il prend Naples, mais meurt au début de l’année 411, en tentant de passer en Sicile. Son beau-frère Athaulf lui succède et repart vers le nord.

## Conséquences
La nouvelle de la prise et du sac de Rome a un énorme retentissement dans l’Empire romain et provoque un traumatisme dans la population. L’arrivée de réfugiés nobles et les récits qu’ils propagent sur leurs malheurs et l’exode qui les frappe causent une émotion considérable. Saint Jérôme parle de Rome comme du « tombeau du peuple romain ». Les païens considèrent alors que l’avènement du christianisme est à l’origine de sa chute, et c’est pour combattre cette idée que saint Augustin entreprend l’écriture de la La Cité de Dieu et que Paul Orose compose son Histoire contre les païens.
Certains historiens désignent cette date plutôt que 476 comme étant celle de la fin de l’Empire romain d’Occident : après 410 les « empereurs » ne sont plus en effet que des marionnettes, des êtres faibles, sans relief, souvent des enfants, encadrés par un clan ou un groupe d’intérêts.
Cependant, les historiens de l’Antiquité tardive contestent l’idée d’une chute brutale de l’Empire romain. Ils y voient une « transformation » progressive, constatant une continuité entre le monde classique et le monde médiéval, notamment sur le plan de la culture. Ainsi, il y aurait eu une modification graduelle sans rupture claire en dépit de l’épisode du sac de 410 ou plus tard de la fin de Romulus Augustule,.